# Arrigo Lora Totino
Arrigo Lora Totino (* 3. August 1928 in Turin; † 15. September 2016 ebenda) war ein italienischer Pionier der Klangkunst, Lautpoesie und der Konkreten Poesie.

## Leben und Werk
Lora Totino gründete 1960 die Literaturzeitschrift antipiugiù, die den Schwerpunkt auf konkrete Poesie legte. Mit dem Komponisten Enore Zaffiri und dem Maler Sandro de Alexandris gründete er 1964 das Studio di Informazione Estetica. 1966 brachte Lora Totino die erste Ausgabe von Modulo, einer internationalen Anthologie zur Konkreten Poesie, heraus. Mit Carlo Belloli gründete er in den 1960ern das Museum of Contemporary Poetry in Turin.
Lora Totino war der Erfinder verschiedener Lautverstärker und Instrumente, zum Beispiel des Rotormegafono, Idromegafono und des Hydromegafono.
Ab 1974 trat Lora Totino als Performancekünstler auf, davon eine Zeitlang in schwarzen Strumpfhosen. Bekannt sind poetry gymnastics, liquid poetry und mime-declamations, Performances, bei denen Sprache durch Geräusch, Bewegung und Gestik ergänzt wurde.